# Заболотная, Валентина Игоревна
Валенти́на И́горевна Заболо́тная (укр. Валентина Ігорівна Заболотна; урожд. Бжеская; псевдоним Бошно; 8 января 1940, Киев — 13 октября 2016, там же) — украинский театральный критик, театровед, педагог, профессор, заслуженный деятель искусств Украины.

## Биография
Родилась в театральной семье, внучка известного украинского актёра и режиссёра Амвросия Максимилиановича Бучмы.
В 1962 году закончила Киевский национальный университет театра, кино и телевидения имени И. К. Карпенко-Карого (театроведческий факультет, курс И. А. Волошина), в котором преподавала с 1968 года. В 1972—1974 годах — декан факультета драмы. В 1985—1991 годы — заведующая кафедрой организации театрального дела, с 1991 года — профессор кафедры театроведения.
Кандидат искусствоведения (1983), профессор (1997).
Автор статей по проблемам и истории русского театра; обзоров, очерков, рецензий; методических разработок; радиоцикла «Театральный мир Украины»; телепередач о драматургии Ивана Кочерги (1974), Леси Украинки (1975). Автор монографии «Амвросий Бучма» (1984).
Член Национального союза театральных деятелей Украины.

### Семья
- Бабушка по отцовской линии — актриса Валентина Ефимовна Бжеская (1896—1977), заслуженная артистка Украинской ССР.
- Дед по отцовской линии — математик Георгий (Юрий) Николаевич Бжеский.
- Отец — кинорежиссёр Игорь Юрьевич Бжеский (1917—1986), был усыновлён вторым мужем матери актёром и режиссёром Амвросием Максимилиановичем Бучмой (1891—1957).
- Мать — Ирина Зубова.
- Муж — А. С. Заболотный, один из основателей Киевского Молодёжного театра.

## Награды и звания
- Заслуженный деятель искусств Украины (1993).